# Portal El Vínculo
El portal El Vínculo será una estación terminal o de cabecera que formará parte del sistema de transporte masivo de Bogotá, TransMilenio, inaugurado en el año 2000
Será el portal más grande del sistema que corresponde a la Fase III de la extensión de TransMilenio por la Avenida NQS hacia el municipio de Soacha.

## Ubicación
La estación estará ubicada en el sector de El Vínculo al sur de Soacha, específicamente en la Autopista Sur con calle 40 Sur.
Atiende la demanda de los barrios Maiporé, San Nicolás, Compartir y sus alrededores.

## Historia
En agosto de 2019 se anunció la construcción de la obra del patio-portal de Soacha, sin embargo la construcción se retrasó, por lo que fue anunciada nuevamente en julio de 2020 durante la pandemia de COVID-19, y finalmente inició en abril de 2021 con plazo máximo de ejecución en 2023. El portal se ubica en el predio denominado El Vínculo, contiguo a los humedales El Vínculo Maiporé y Cola Tierra Blanca, al costado oriental de la Autopista Sur.

## Ubicación geográfica
| Noroeste: Soacha-Compartir | Norte: Soacha-Compartir | Nordeste: G Compartir   |
| Oeste: San Nicolás         |                         | Este: Ciudadela Maipore |
| Suroeste: Peaje Chusacá    | Sur: Sibaté             | Sureste: Sibaté         |